# 甲山古墳 (熊谷市)
甲山古墳（かぶとやまこふん、大里甲山古墳）は、埼玉県熊谷市冑山にある古墳。形状は円墳。埼玉県指定史跡に指定されている。

## 概要
埼玉県中部、比企丘陵北東部の丘陵上に築造された大型円墳である。古墳名は墳丘の形がかぶと（兜/冑）になぞらえられたことに由来する。現在は墳丘上に冑山神社が所在する。江戸時代の『新編武蔵風土記稿』に乱掘記事が見えるほか、これまでに発掘調査は実施されていない。
墳形は円形（一説に帆立貝形）で、直径約90メートル（南北）・高さ約11.25メートルを測り、埼玉県内では埼玉古墳群の丸墓山古墳（行田市）に次ぐ第2位の規模になる。墳丘は2段築成。墳丘外表では円筒埴輪が採集されている。また墳丘周囲には埋没した周溝が巡ると見られ、周溝を含めた規模は100メートル以上と推定される。副葬品として、『新編武蔵風土記稿』では乱掘時に石槨内から甲冑・馬上塑人（埴輪）・玉・鏡・折れた大刀などが出土したと伝える。
この甲山古墳は、古墳時代後期の6世紀後半（または6世紀前半）頃の築造と推定される。比企丘陵北端の大古墳群である三千塚古墳群の東端に所在するとともに、北約1キロメートルに所在するとうかん山古墳（熊谷市箕輪）と合わせて埼玉古墳群とも関係する大首長の存在を示唆するとして重要視される古墳になる。
古墳域は1989年（平成元年）に埼玉県指定史跡に指定されている。

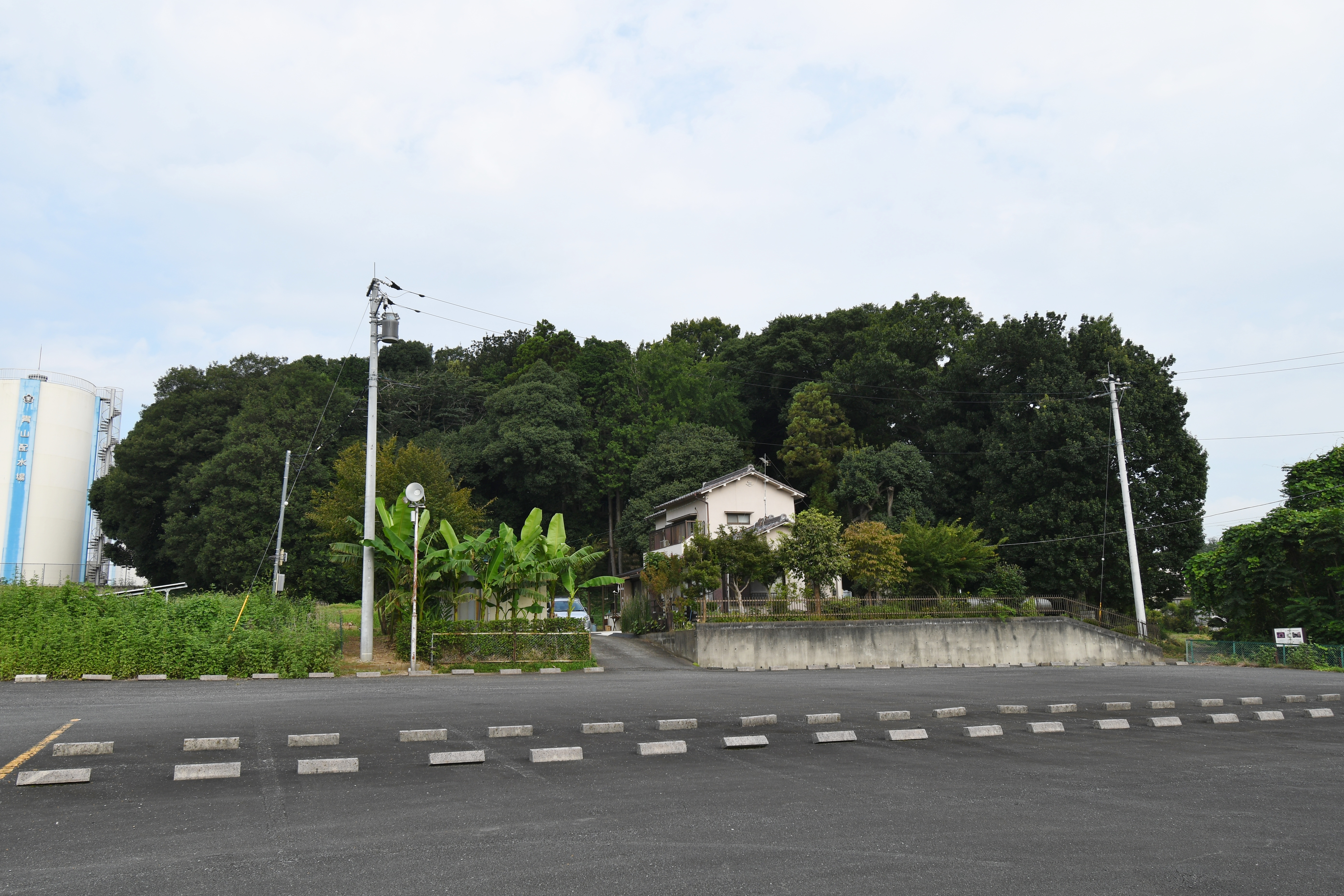
遠景
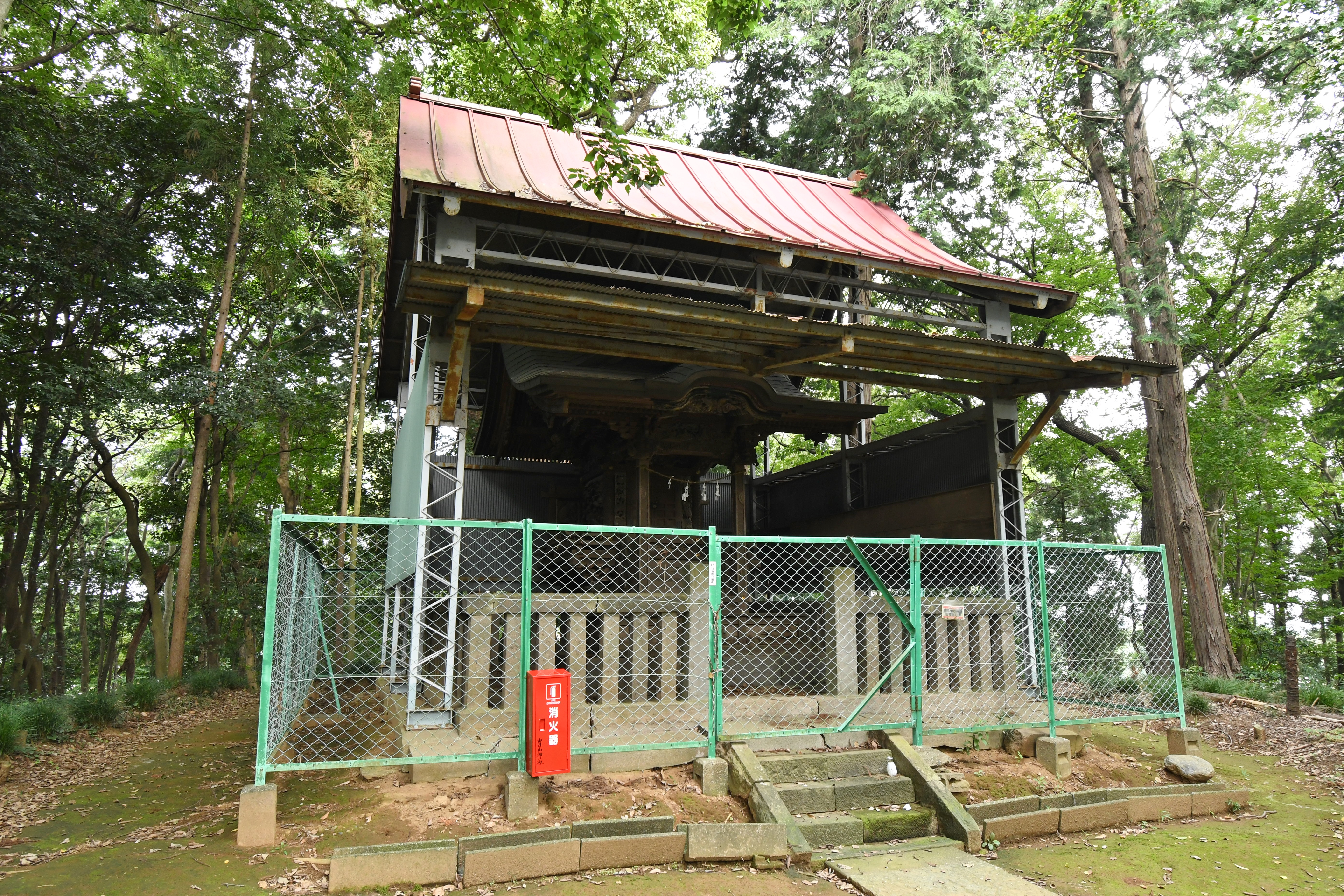
墳頂の冑山神社本殿（熊谷市指定文化財）
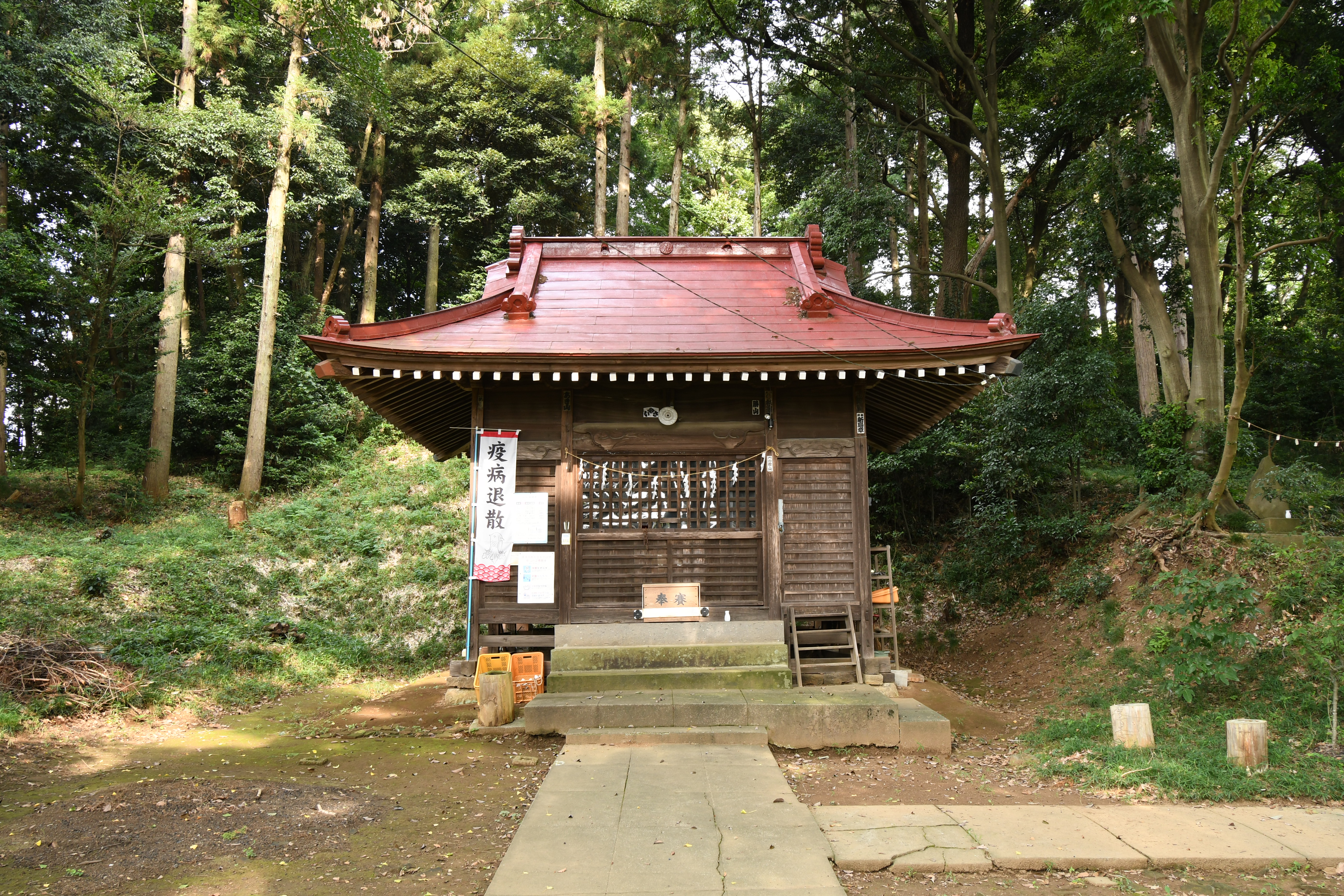
墳麓の冑山神社拝殿

## 文化財

### 埼玉県指定文化財
- 史跡
  - 甲山古墳 - 所有者は個人。1989年（平成元年）3月17日指定[4]。

## 関連文献
（記事執筆に使用していない関連文献）
- 中村倉司「埼玉丸墓山古墳と大里甲山古墳 -武蔵国造家内紛と大型円墳-」『紀要』第4号、埼玉県立史跡の博物館、2010年、1-17頁。